# LEDA 1788411
A LEDA 1788411 egy LINER-típusú aktív galaxismaggal rendelkező spirálgalaxis az Északi Korona csillagképben. Távolsága 1323 millió fényév. 
2024 március 31-én egy szupernóvát, a SN 2024fho-t fedezték fel benne. Ennek fényessége 18,846 magnitúdó volt. A csillagrobbanás a galaxismagban történt.